# Les Marins d'Iroise
Les Marins d’Iroise est un groupe vocal français, originaire de Brest, dans le Finistère. Il comprend une vingtaine de chanteurs et quelques musiciens ou musiciennes.

## Histoire

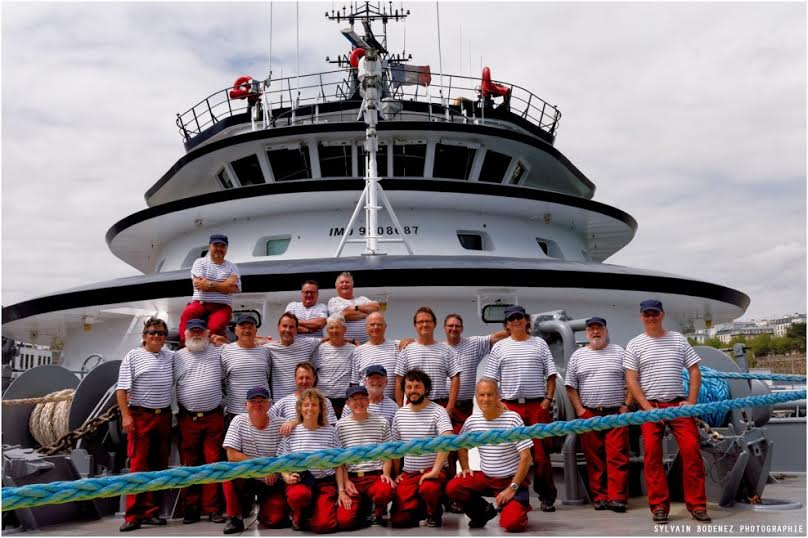
Photo du groupe.

Les Marins d'Iroise voient le jour en 1992 au sein de l'Amicale Laïque de Plouzané. Ils constituent une émanation de la Chorale d'Iroise, chœur mixte au répertoire large. Les Marins forment quant à eux un chœur plus restreint, exclusivement masculin, et dont le répertoire est centré sur les chants de marins.
En privilégiant l'harmonie des voix, à l'instar des polyphonies corses, sardes et autres, les trente marins d'Iroise enchaînent leurs prestations sur les quais de France (Corse et île de La Réunion) ou en concert en Irlande, Pays de Galles, Allemagne, Québec, Roumanie, et Finlande.
Ils signent chez Universal en 2010 et ont la possibilité d'enregistrer leur septième album, éponyme, le premier édité sous ce label, à l’auditorium d'Océanopolis de Brest. Il est réalisé par Jon Kelly. Celui-ci devient un succès : il atteint la quatrième place des charts et reste 45 semaines d'affilée dans le top.
En juin 2012, ils publient sous le même label leur huitième album, intitulé La Belle Aventure. Ils y ont notamment fait un duo avec Hugues Aufray sur la chanson Hasta Luego.
En 2015, leur neuvième album, La Mer est immense, est publié sous le label Coop Breizh. Tout est parti d'un appel d'Hugues Aufray qui leur propose d'interpréter une de ses chansons Aux Vents Solitaires, arrangé par Robert Le Gall, ancien directeur artistique d'Alan Stivell. C'est ainsi que ce premier devient le directeur artistique de l'album. Les Marins d'Iroise font des collaborations avec quelques personnalités, comme Hugues Aufray, Gilles Servat, Murray Head, Tri Yann ou bien le trio EDF.

## Discographie

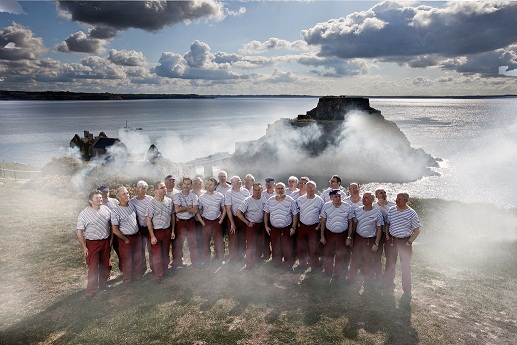
Photo du groupe au fort de Bertheaume, à Plougonvelin.

### Indépendant
- 1995 : d'Iroise et d'ailleurs
- 2000 : Chants de mer et de marins
- 2002 : Les Marins d'Iroise chantent Le Bagne avec la Souris Noire
- 2003 : Autour du monde chants de marins
- 2006 : De la terre à la hune
- 2009 : Air Iodés
- 2015 : La Mer est immense